# Centrum-Demokraterne

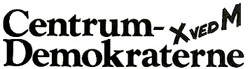
Centrum-Demokraterne

Centrum-Demokraterne (D), ofta förkortat som CD, var ett danskt mittenparti, bildat den 17 november 1973 av den dåvarande socialdemokratiske folketingsledamoten och kommunalrådet i Gladsaxe kommun Erhard Jakobsen.
Partiet var i regeringsställning 1982-1988 tillsammans med tre borgerliga partier och åter 1993-1996 under socialdemokratisk ledning.
Vid valet 2001 föll partiet under 2 %-spärren. Året därpå avled grundaren Erhard Jakobsen. Hans dotter Mimi Jakobsen hade då varit ordförande för Centrum-Demokraterna sedan 1989. När CD åter misslyckades att komma in i Folketinget vid valet 2005, valde hon att avgå.
Vid ett extra landsmöte den 25 juni 2005 valdes ekonomen Bjarne Møgelhøj till ny partiledare. Denne fick stor massmedial uppmärksamhet genom att 2006 erbjuda den kände politikern Naser Khader att bli partiledare, sedan opinionsmätningar visat att CD med honom vid rodret skulle kunna få 20 % av rösterna. Detta erbjudande tackade Khader dock blankt nej till. Mimi Jakobsen reagerade starkt på detta agerande från Møgelhøjs sida, lämnade partiet och gick med i Socialdemokraterna i december 2006.
När Naser Khader bildade sitt eget parti, Ny Alliance, föreslog Bjarne Møgelhøj att CD skulle läggas ned för att bana väg för det nya partiet. När Møgelhøj inte fick gehör för detta hoppade han i augusti 2007 själv av partiet och gick med i Ny Alliance.
Ny partiledare blev Ben Haddou.
Från den 28 september till den 13 november 2007 var partiet åter representerat i folketinget, genom avhopparen från Dansk Folkeparti Louise Frevert.
Lördagen den 26 januari 2008 hölls ett extra landsmöte vid vilket partiet beslutade att lägga ned verksamheten. 

### Allmänna källor
- Centrum-Demokraterne, Gyldendal: Den Store Danske Encyklopædi.